# Noburō Ōfuji
Noburō Ōfuji (大藤信郎?, Ōfuji Noburo; Tokyo, 1º giugno 1900 – 28 luglio 1961) è stato un regista, disegnatore e animatore giapponese.

## Biografia
Tra i pionieri dell'animazione giapponese negli anni venti del secolo scorso, Ōfuji ha realizzato opere estremamente originali ed all'avanguardia per l'epoca. Utilizzando una tecnica particolare, che caratterizzerà gran parte della sua produzione, egli ritagliava le silhouette dei personaggi su fogli di chiyogami (una carta semitrasparente) che sovrapponeva su un fondale retroilluminato realizzato con lo stesso materiale, filmando il tutto in bianco e nero ed ottenendo così effetti di ombre e trasparenze molto suggestivi. 

Fotogramma da Kujira, 1927

Il suo cortometraggio Mikansen (La nave delle arance) del 1927 già vantava, oltre ad un'animazione molto dettagliata e più raffinata rispetto ad altri lavori dell'epoca, un realistico effetto pioggia. Tuttavia, maggiore successo riscosse nello stesso anno il cortometraggio Kujira (La balena), che fu acquistato e distribuito anche in URSS e di cui realizzò un remake a colori nel 1952. Fiaba per adulti, la trama narra del naufragio di una nave con a bordo guerrieri, mercanti ed una ragazza, dal quale si salvano solo questa e tre uomini. Malgrado la situazione i tre iniziano a battersi per il possesso della donna, finché non vengono tutti inghiottiti da una balena. Dimentichi della ragazza gli uomini pensano allora solo a salvarsi, ma quando la balena li sputa fuori, riprendono la lotta: a questo punto gli dei, adirati, affogano i tre e dei naufraghi resterà solo la ragazza, addormentata sul dorso della balena.
Instancabile lavoratore ed autore estremamente prolifico, si è dedicato ininterrottamente alla propria passione per l'animazione fino alla morte, avvenuta nel 1961. Tra i suoi soggetti più ambiziosi c'è Shaka no shogai, un progetto di lungometraggio sulla vita del Gautama Buddha, che però riesce a completare solo per 52 dei 70 minuti previsti. L'opera sarà poi ripresa dallo Studio Sankichi e proiettata postuma nel novembre del 1961.
In Giappone ogni anno viene conferito un prestigioso premio che porta il suo nome, l'Ōfuji Award, per le migliori opere di animazione prodotte.

## Principali opere
- Hanamizake (1924)
- Kemurigusa monogatari (1924)
- Noroma no oyaji (1924)
- Kirigami zaiku Saiyuki: Songoku monogatari (1926)
- Bagudajo no tozoku (1926)
- Kujira (1927)
- Mikansen (1927)
- Yaji-Kita jigoku gokuraku (1927)
- Chinsetsu Yoshida goten (1928)
- Hoshi (1928)
- Kirinuki urashima (1928)
- Kogane no hana (1929)
- Usotsuki-jō (1929)
- Jidō shōka eiga: Muramatsuri (1930)
- Komainu no me (1930)
- Osekisho (1930)
- Kokka kimigayo (1931)
- Haru no uta (1931)
- Kokoro no chikara (1931)
- Kuro nyago (1931)
- Musashiyama to Asashio no chin-zumō (1931)
- Kaeru san-yushi (1933)
- Numa no taisho (1933)
- Saiyuki (1934)
- San-ba no chō (1934)
- Tengu taiji (1934)
- Chinkoro Heibei tamatebako (1936)
- Dosei (1936)
- Dango no yukue (1937)
- Katsura hime (1937)
- Sora no arawashi - Sensen manga (1938)
- Warae yamaotoko (1938)
- Yakko no Takohei: Otomo wa tsuyoi ne (1938)
- Umi no arawashi (1939)
- Kodomo to kōsaku (1941)
- Mare-oki kaisen (1943)
- Kumo no itō (1946)
- Yuki no yo no yume (1947)
- Kuma ni kuwarenu otoko (1948)
- Shaka (1948)
- Taisei shakuson (1949)
- Seisho genso-fu: Adam to Eve (1951)
- Kujira (1952)
- Taisei shakuson (1952)
- Hana to chō (1954)
- Kojiki sho: Amano iwato-biraki no maki (1955)
- Yūreisen (1956)
- Kojiki monogatari dai nihen: Yamatano-orochi taiji (1956)
- Kojiki monogatari: Okuni no mikoto to inaba no usagi (1957)
- Kojiki monogatari: Tenson korin no maki (1958)
- Kojiki monogatari: Koson-ke no mittsuno takara (1959)
- Shaka no shogai (1961)